# City University of Hong Kong
La City University of Hong Kong (abbreviata in CityUHK o CityU) è un'università pubblica situata a Kowloon, nella Regione Amministrativa Speciale (R.A.S.) di Hong Kong . È stata fondata nel 1984 come City Polytechnic of Hong Kong ed è diventata un'università completamente accreditata nel 1994. Attualmente, secondo i principali ranking internazionali, CityU è considerata una tra le migliori università in Asia e nel mondo.
L'università ha attualmente nove scuole principali che offrono corsi di economia, scienze, ingegneria, arti liberali e scienze sociali, giurisprudenza e medicina veterinaria.

## Storia
Le origini della City University risalgono alla necessità di un "secondo politecnico", negli anni successivi all'istituzione nel 1972 della Hong Kong Polytechnic University . Nel 1982, il membro del Consiglio esecutivo Chung Sze-yuen parlò di un consenso generale sul fatto che "un secondo politecnico di dimensioni simili al primo dovrebbe essere costruito il prima possibile".  Il governo allora acquistò i primi edifici presso il nuovo Argyle Center Tower II a Mong Kok, nella zona di Kowloon. La nuova scuola si chiamava City Polytechnic of Hong Kong, un nome scelto tra quasi 300 suggerimenti fatti da membri del pubblico.
Il nuovo politecnico è stato inaugurato l'8 ottobre 1984, accogliendo 480 studenti a tempo pieno e 680 part-time.
Un terreno nell'area dove si trovava un villaggio chiamato Chu Koo Chai è stato poi scelto per il nuovo campus. L'apertura era originariamente prevista per ottobre 1988.  La prima sezione del nuovo campus è stata inaugurata dall'allora governatore David Wilson il 15 gennaio 1990 e vantava 14 aule e 1.500 computer.  Nel 1991, la scuola contava oltre 8.000 studenti a tempo pieno e circa 3.000 studenti part-time.  La seconda è stata aperta nel 1993.
La scuola ha ottenuto lo status ufficiale di università nel 1994 e il nome è quindi stato cambiato di conseguenza in City University of Hong Kong.

## Campus
La City University di Hong Kong occupa un campus cittadino situato a Kowloon, all'indirizzo Tat Chee Avenue, Kowloon Tong, Kowloon, nel distretto di Sham Shui Po .

Il campus principale è collegato al centro commerciale Festival Walk e alla stazione MTR di Kowloon Tong, che serve la linea East Rail e la linea Kwun Tong del sistema Mass Transit Railway (MTR) di Hong Kong. È inoltre adiacente al parco Shek Kip Mei e alla tenuta Nam Shan.

CityU Campus
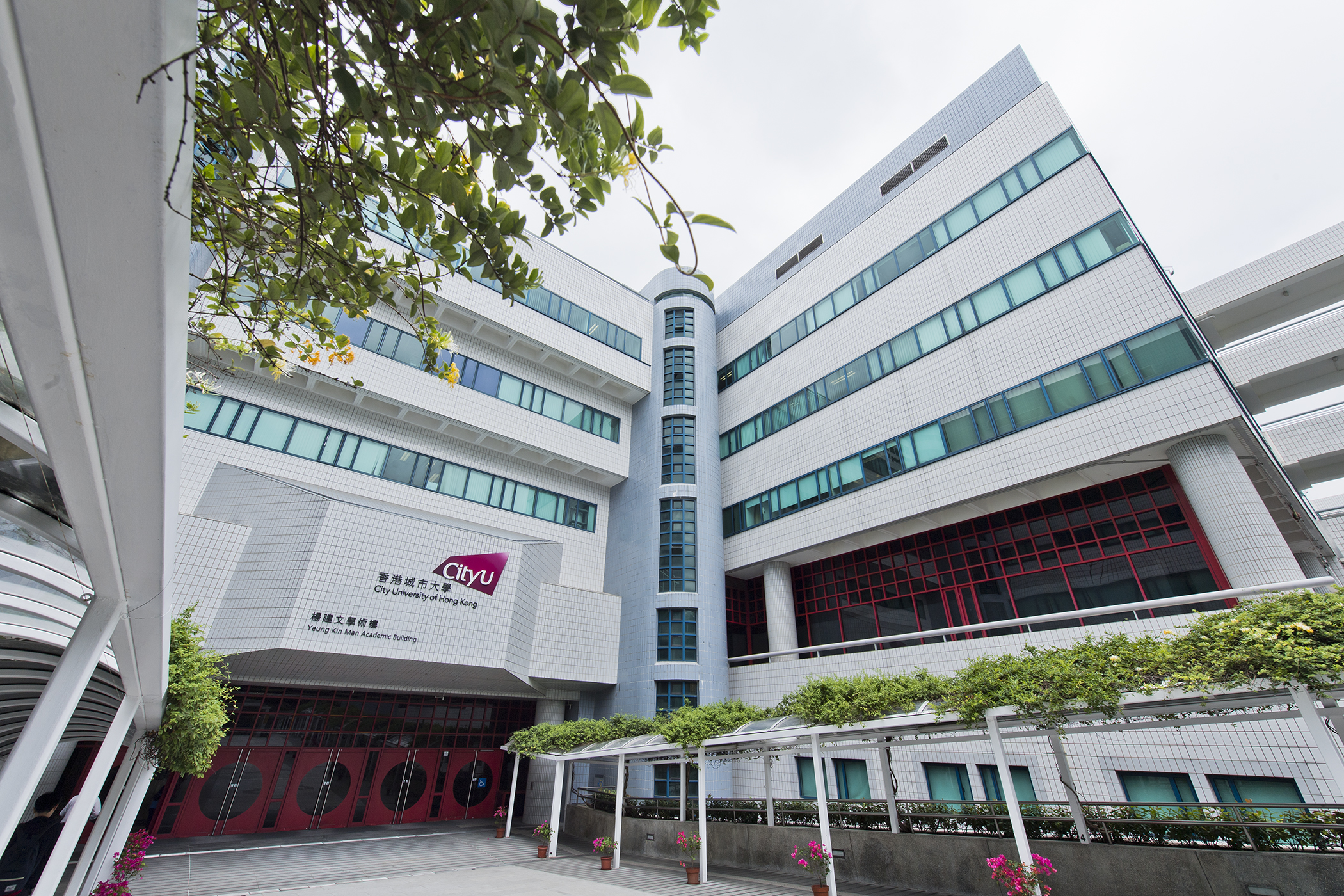
Entrata principale da Tat Chee Avenue
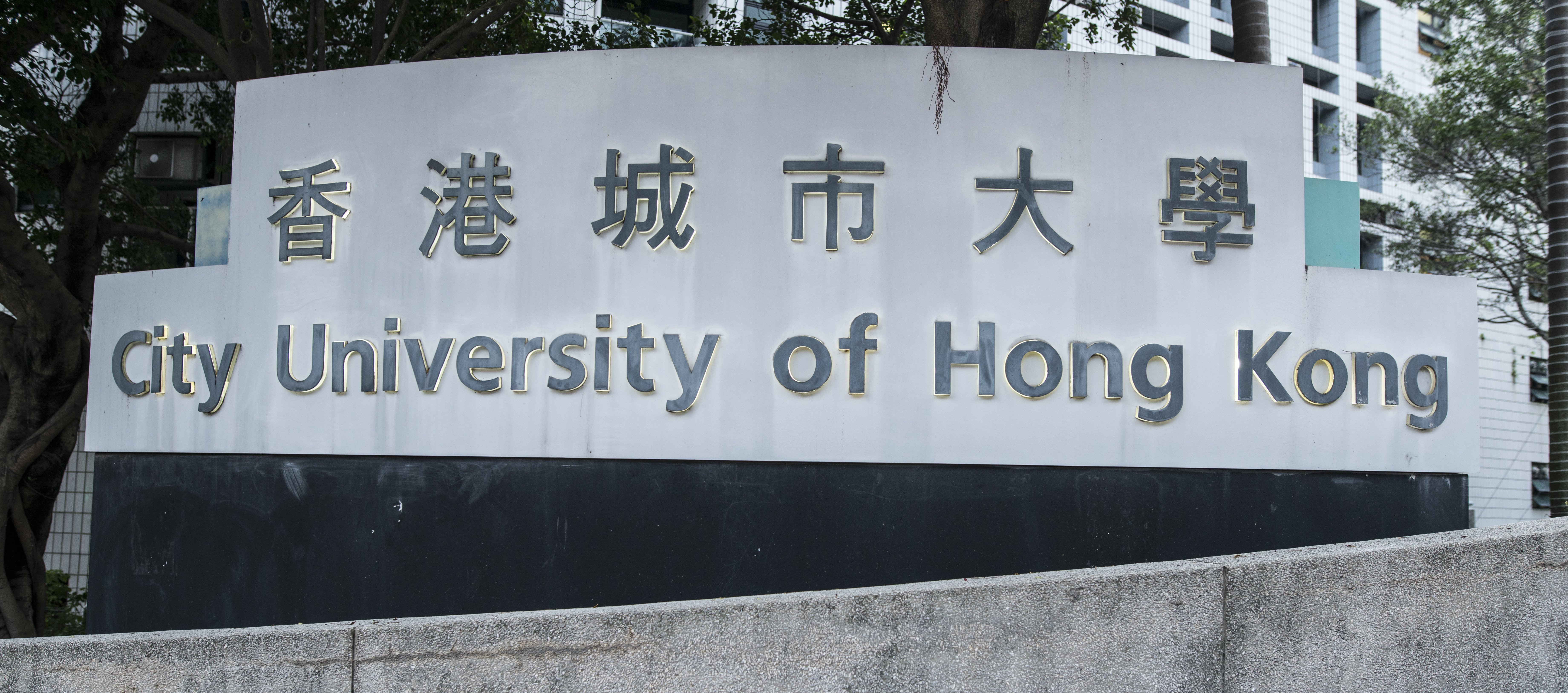
Logo
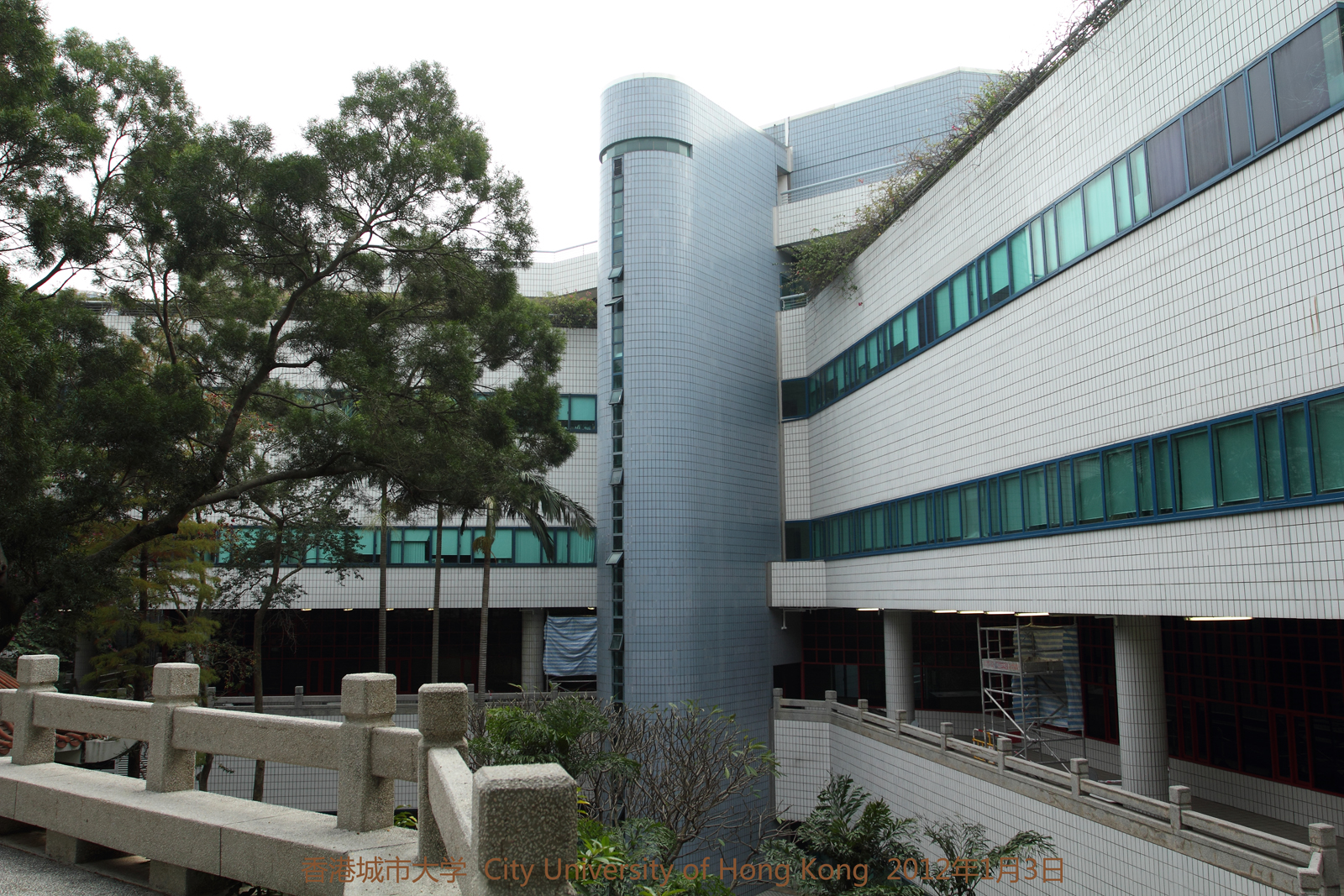
Edifici
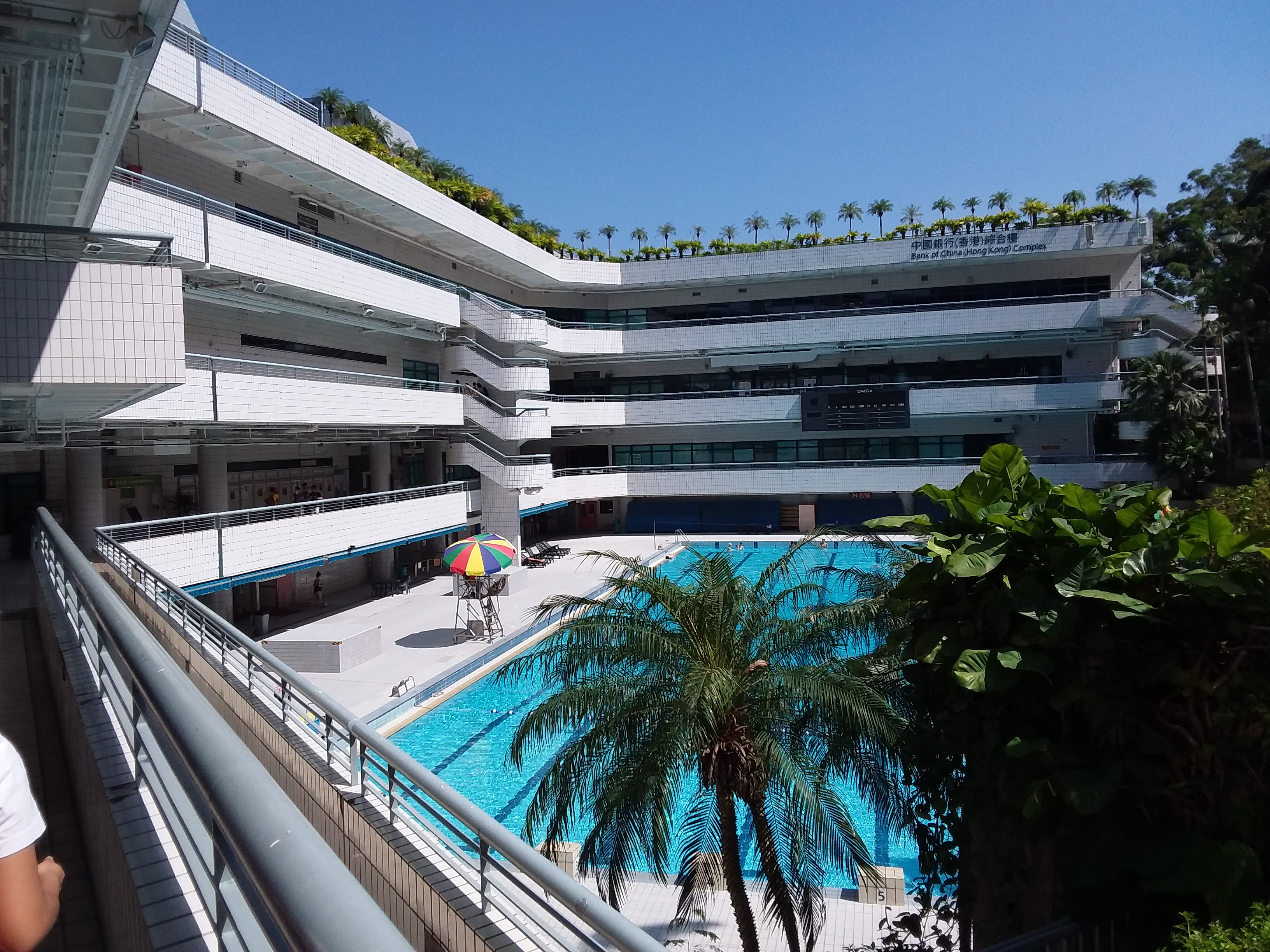
Piscina
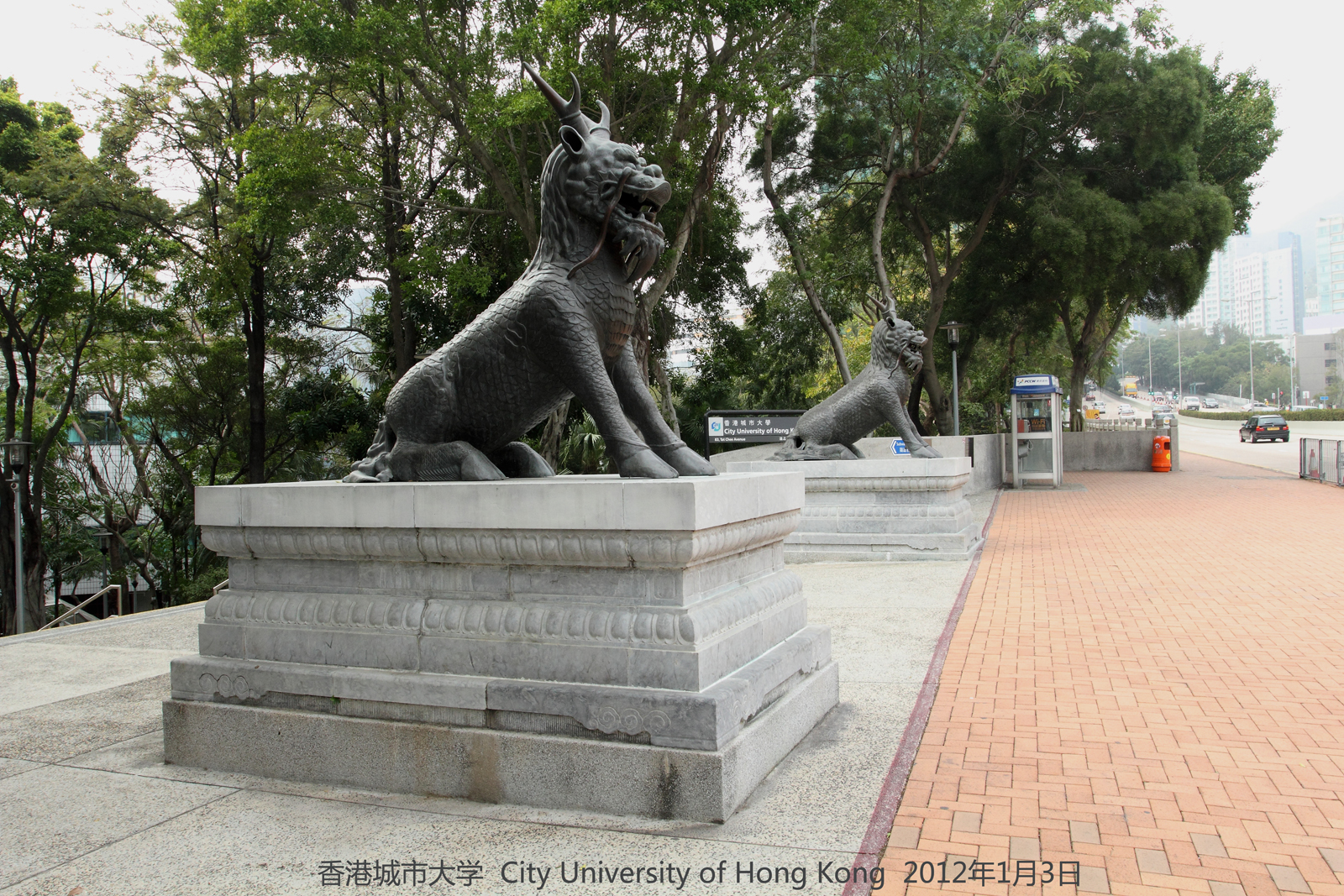
Sculture vicino all'entrata principale

## Amministrazione
Istituita nel 1984 ai sensi del Chapter 1132 delle leggi di Hong Kong, CityU è una delle otto università ufficialmente riconosciute di Hong Kong.
Come per le altre università di Hong Kong, il capo dell'esecutivo di Hong Kong funge da cancelliere di CityU. Prima del passaggio alla Repubblica Popolare Cinese nel 1997, questo era un titolo cerimoniale conferito al governatore di Hong Kong.

### Consiglio
Il consiglio è l'organo supremo di governo dell'università. Il capo dell'esecutivo di Hong Kong  ha il potere di nominare 15 dei 23 membri del consiglio, sette dei quali nominati direttamente e otto nominati su raccomandazione del consiglio. il capo dell'esecutivo può anche nominare il presidente, il vice-presidente e il tesoriere.

### Senato Accademico
Il senato funge da organo accademico dell'università ed è responsabile della decisioni e della riforme delle politiche accademiche dell'università. È composto principalmente da membri del personale accademico, ma comprende anche due rappresentanti degli studenti e un rappresentante dei ricercatori.

## Organizzazione accademica
Le unità didattiche dell'università sono raggruppate in 10 college e scuole, che offrono oltre 150 programmi di laurea.
| College                                                      | Dipartimenti |
| ------------------------------------------------------------ | --- |
| College of Business                                          | - Department of Accountancy - Department of Economics and Finance - Department of Information Systems - Department of Management - Department of Marketing - Department of Management Sciences |
| College of Liberal Arts and Social Sciences                  | - Department of Chinese and History - Department of Media and Communication - Department of English - Chan Feng Men-ling Chan Shuk-lin Language Centre - Department of Linguistics and Translation - Department of Public and International Affairs - Department of Social and Behavioural Sciences                                          |
| College of Engineering                                       | - Department of Systems Engineering - Department of Architecture and Civil Engineering - Department of Biomedical Engineering - Division of Building Science and Technology - Department of Computer Science - Department of Electrical Engineering - Department of Mechanical Engineering - Department of Materials Science and Engineering |
| College of Science                                           | - Department of Chemistry - Department of Mathematics - Department of Physics - Department of Biostatistics |
| Jockey Club College of Veterinary Medicine and Life Sciences | - Department of Biomedical Sciences - Department of Neuroscience - Department of Infectious Diseases and Public Health - Department of Veterinary Clinical Sciences |
| School of Creative Media                                     | |
| School of Data Science                                       | |
| School of Energy and Environment                             | |
| School of Law                                                | |
| Chow Yei Ching School of Graduate Studies                    | |

## Ranking e reputazione

### Ranking
CityU si è classificata alla posizione numero 54 in tutto il mondo nella classifica QS World University 2023, e numero 99 nella classifica Times Higher Education World University 2023.

### Young University Ranking
CityU si è classificata al 4º posto al mondo nella QS Top 50 Under 50 2021 e al 6º posto nella THE Young Universities Ranking, la classifica dedicata alle università fondate da meno di 50 anni.

## Vita studentesca

### Residenze studentesche
Le residenze studentesche si trovano in Cornwall Street, vicino all'edificio accademico Lau Ming Wai. Forniscono alloggi e spazi ricreativi per studenti universitari e ricercatori.
I lavori di costruzione per la quinta fase del progetto Student Hostel a Whitehead sono iniziati nel marzo 2022. Il progetto dovrebbe essere completato entro la fine del 2023 e fornenirà più di 2.000 posti letto per gli studenti di CityU.
L'università fornisce anche alloggi fuori dal campus e alloggi a breve termine per studenti stranieri.

### Club studenteschi
Sono presenti diversi club studenteschiː ci sono più di 80 gruppi di interesse, associazioni e gruppi culturali tra cui orchestra, coro e squadre di dibattito.

### Squadre sportive
Le squadre sportive della CityU sono tra le più vincenti nelle competizioni delle università hongkonghesi.
Ci sono 18 squadre in totale. L'università ha oltre 400 atleti che concorrono in 16 competizioni.

## Studenti celebri
La CityU annovera tra i suoi alumni diversa personalità di rilievo della città di Hong Kong. Tra questi ci sono diversi politiciː come Kam Nai-wai, tra i fondatori del Partito Democratico, diversi altri membri del Consiglio legislativo di Hong Kong e membri del Governo di Hong Kong, come l'ex-ministro dell'ambiente Christine Loh, l'attuale ministro dell'innovazione e della tecnologia David Chung Wai-keung, l'ex-ministro degli interni Lau Kong-wah.
Ci sono però anche diversi ex-studenti conosciuti nel mondo della culturaː come Matthew Wong, noto pittore, Jozev Kiu, scrittore wuxia, e quattro membri del gruppo Cantopop MIRROR.

## Galleria d'immagini

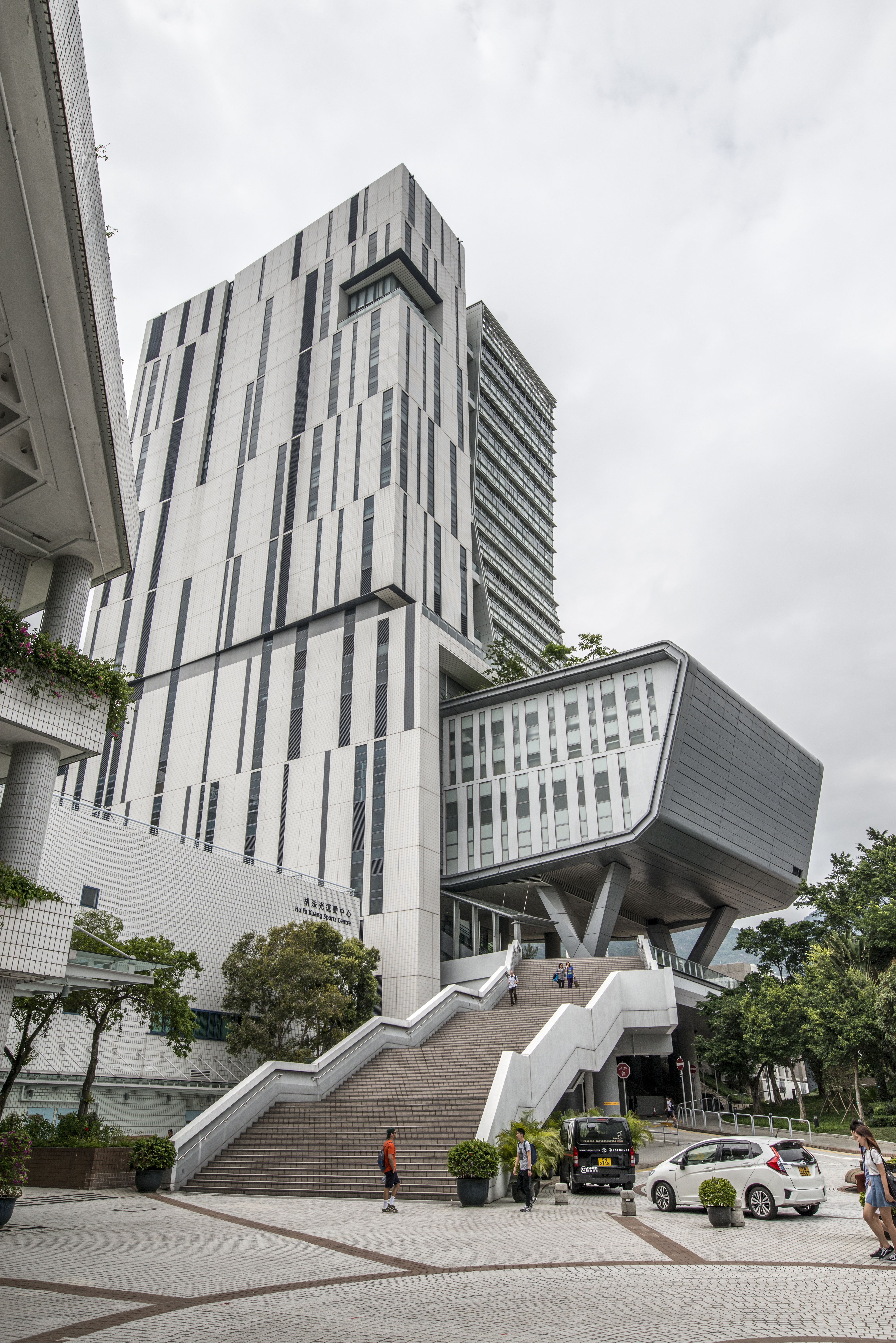
College of Business
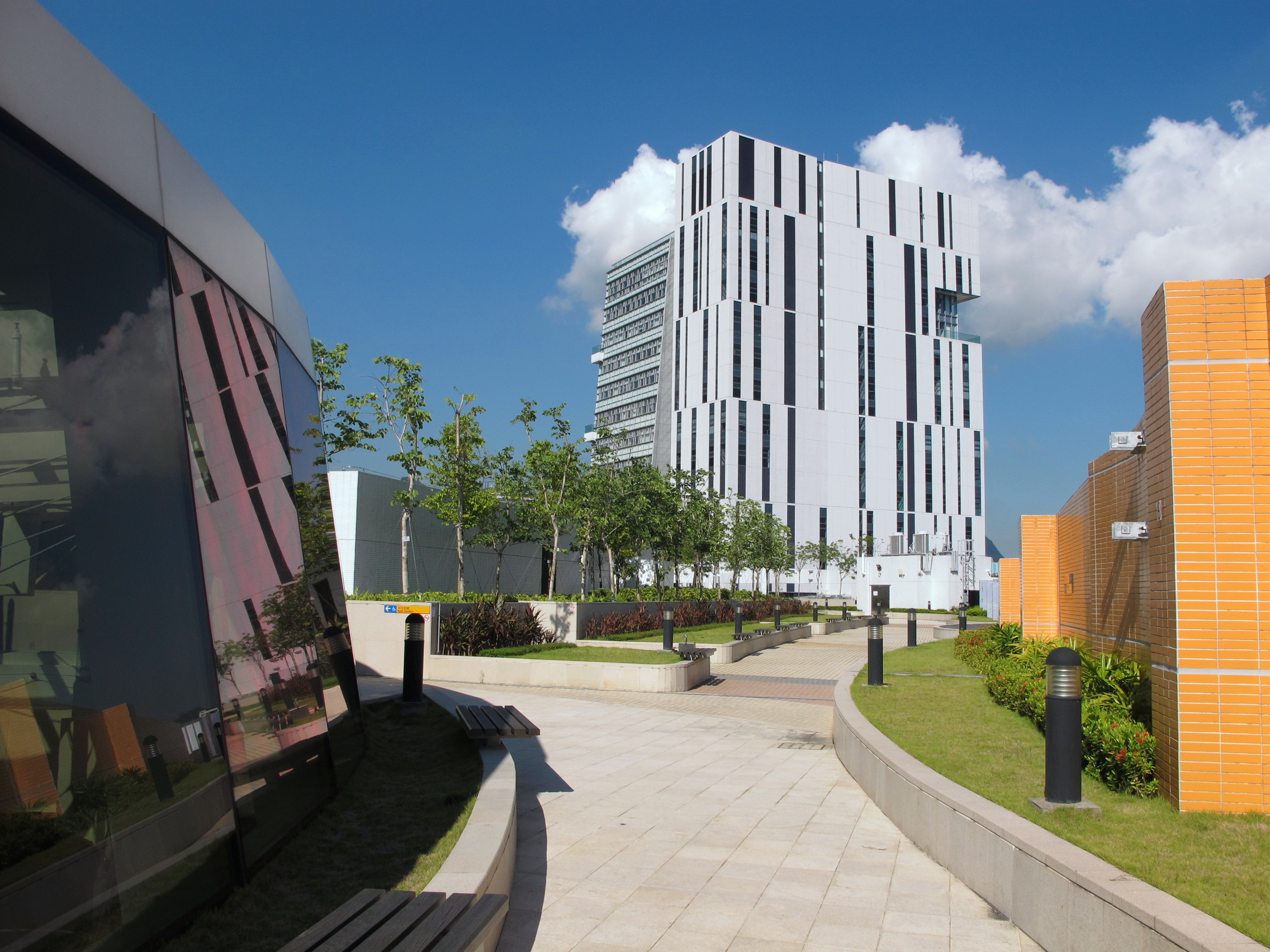
AC2 Roof Garden
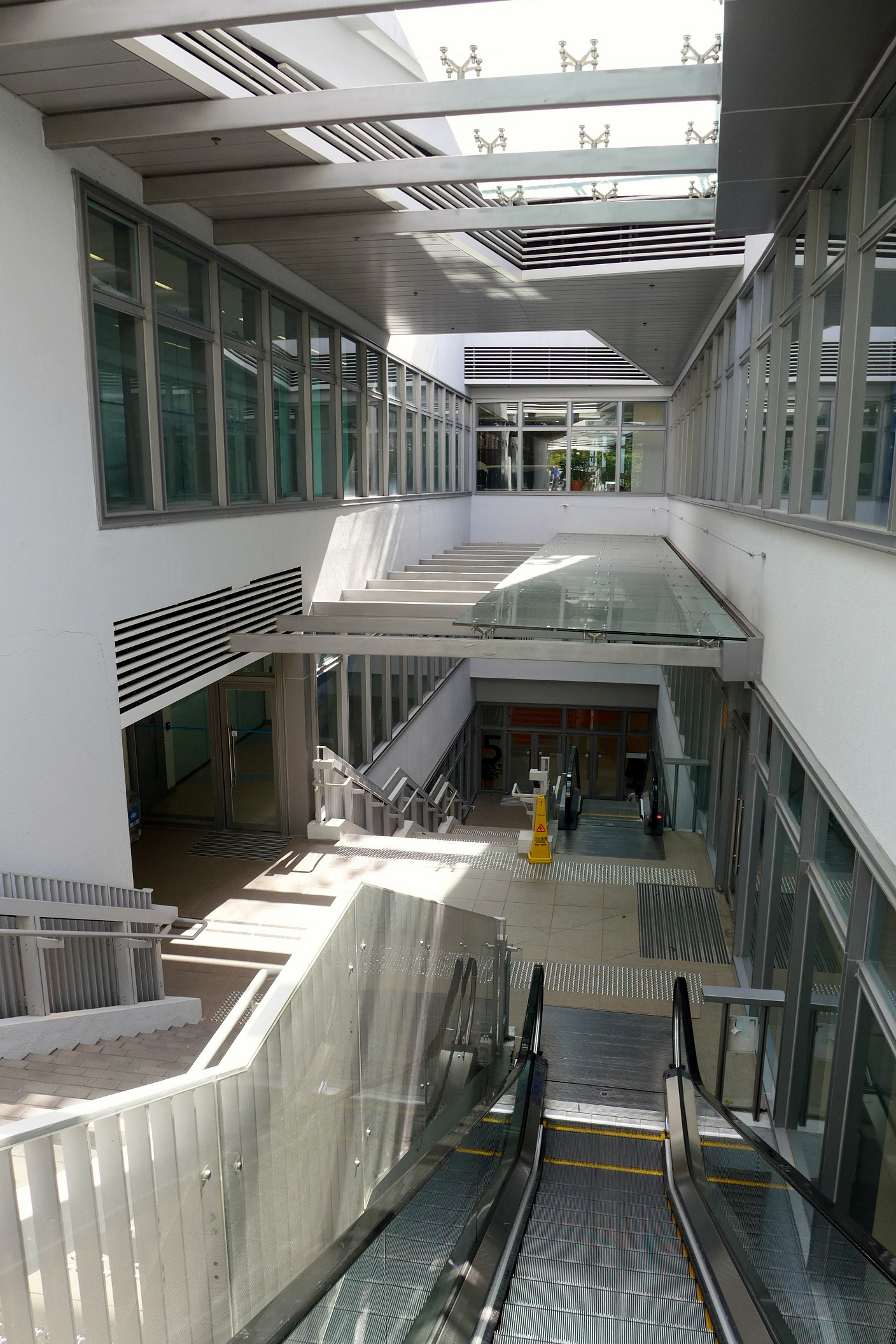
AC3
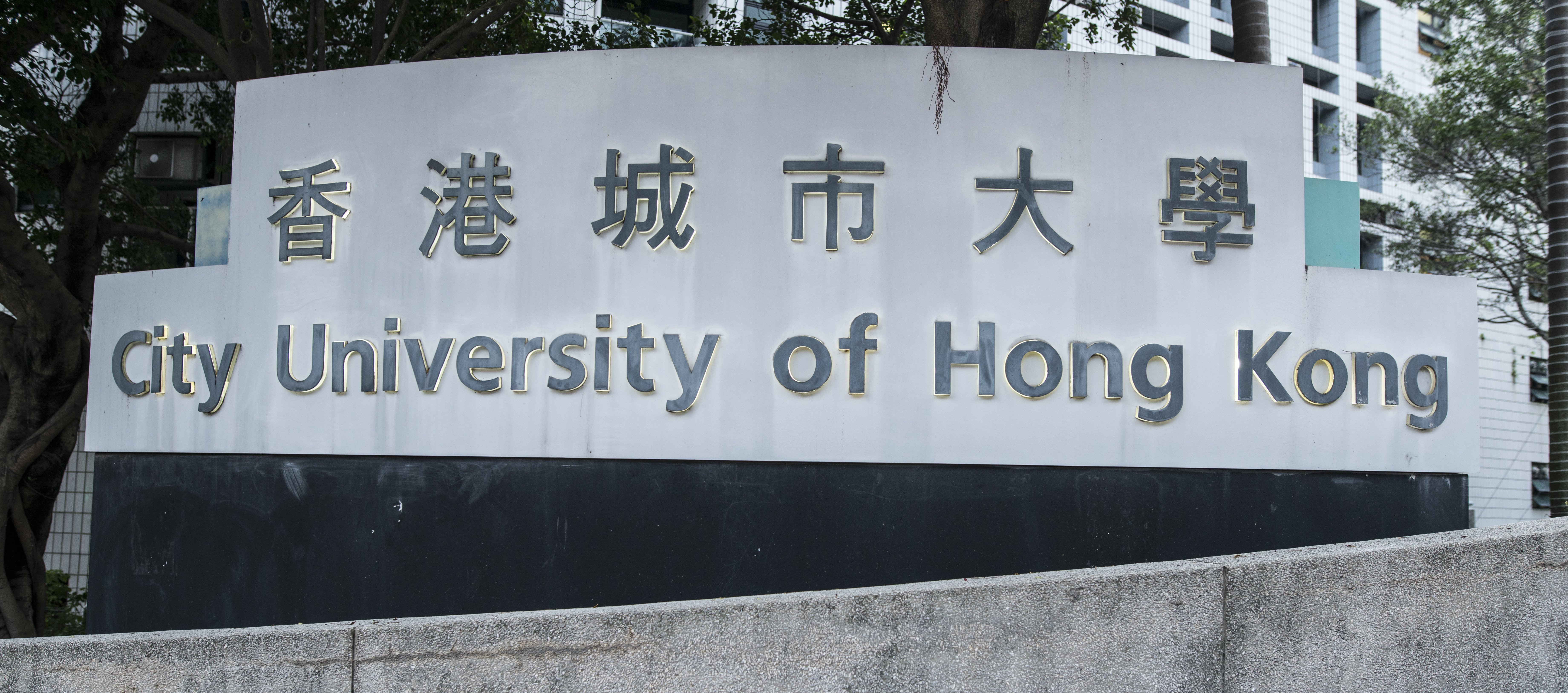
Cartello dell'università
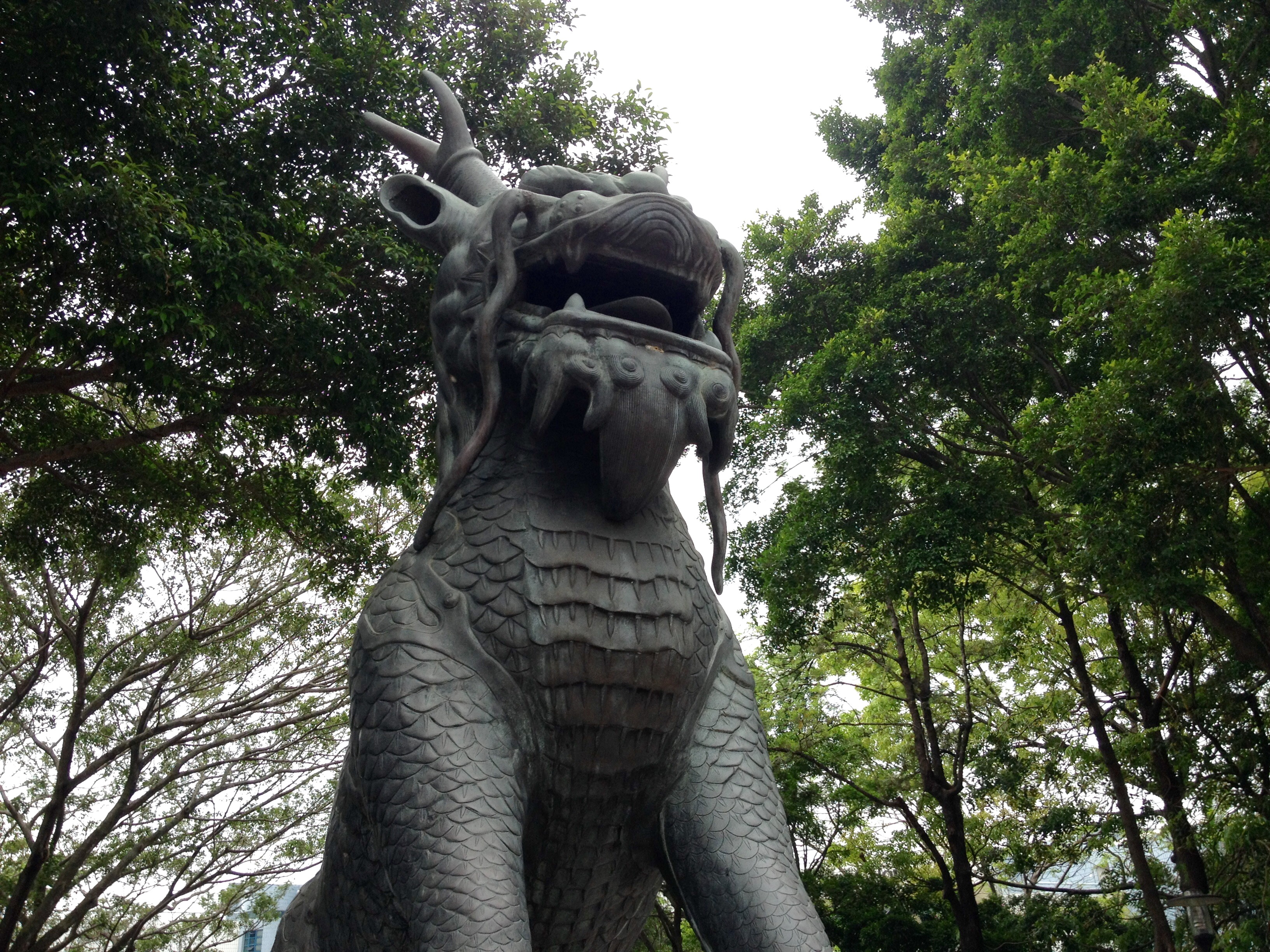
One of the Kirin sculptures near the main entrance
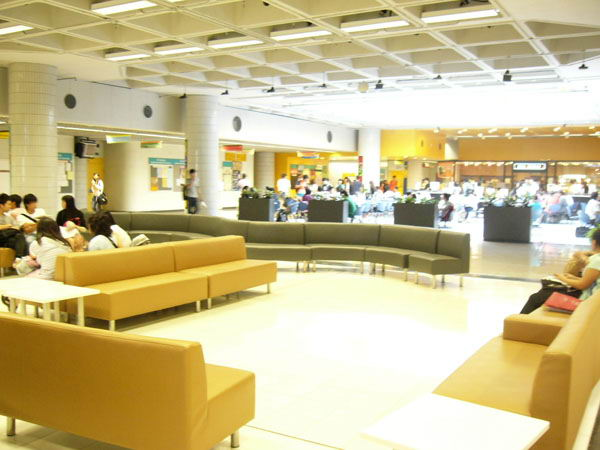
ACAD2
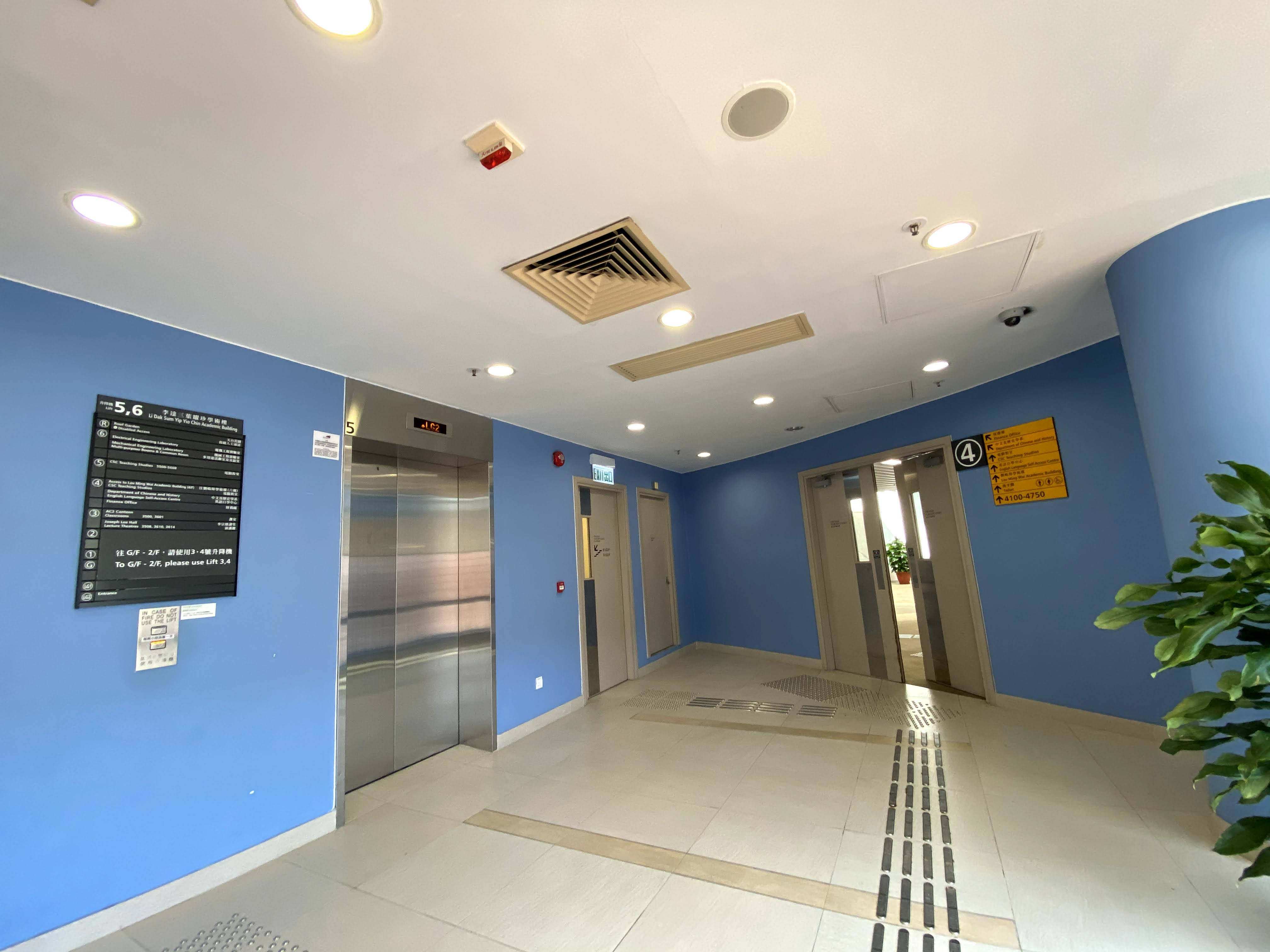
CityU AC2
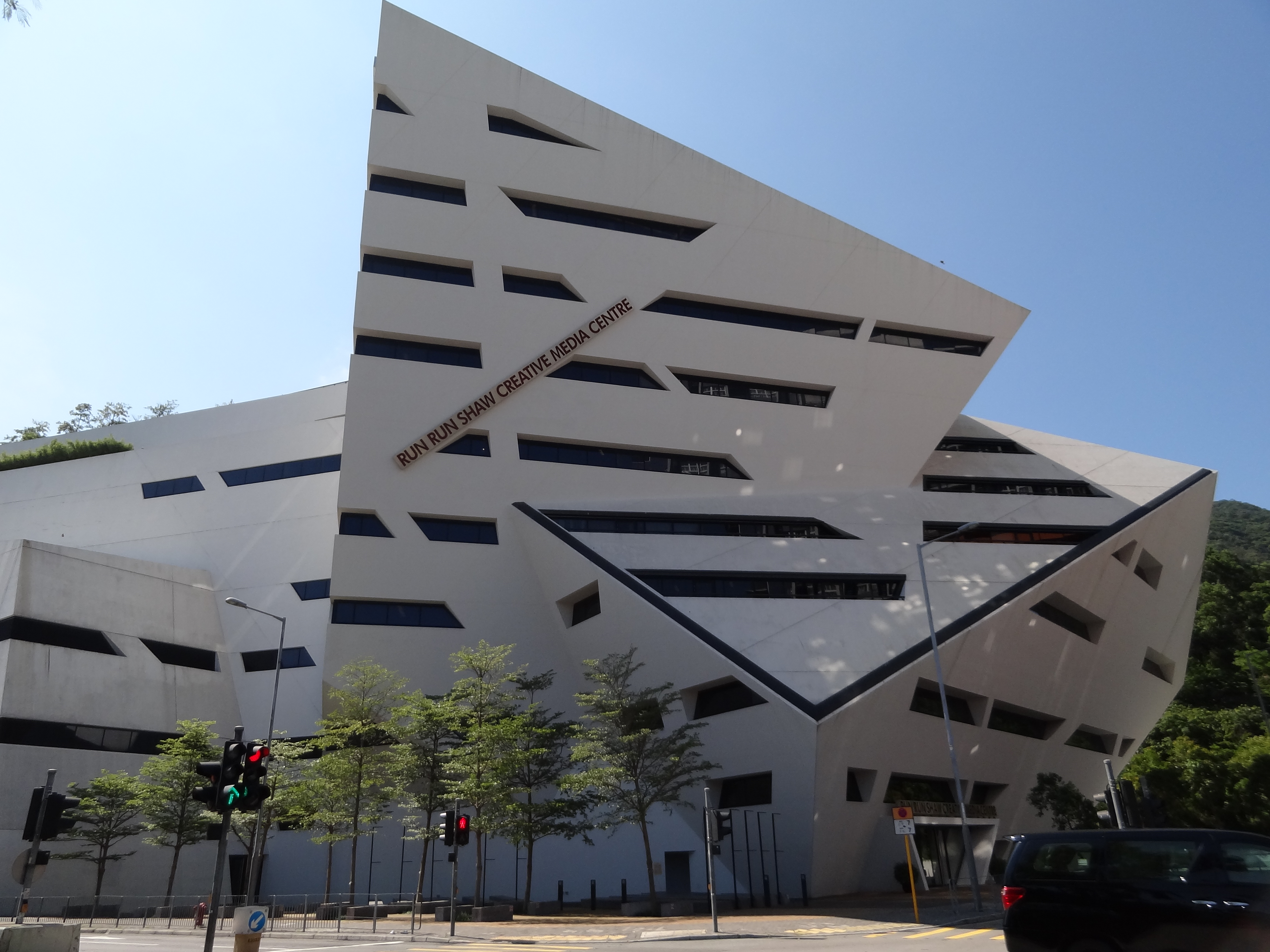
Run Run Shaw Creative Media Centre
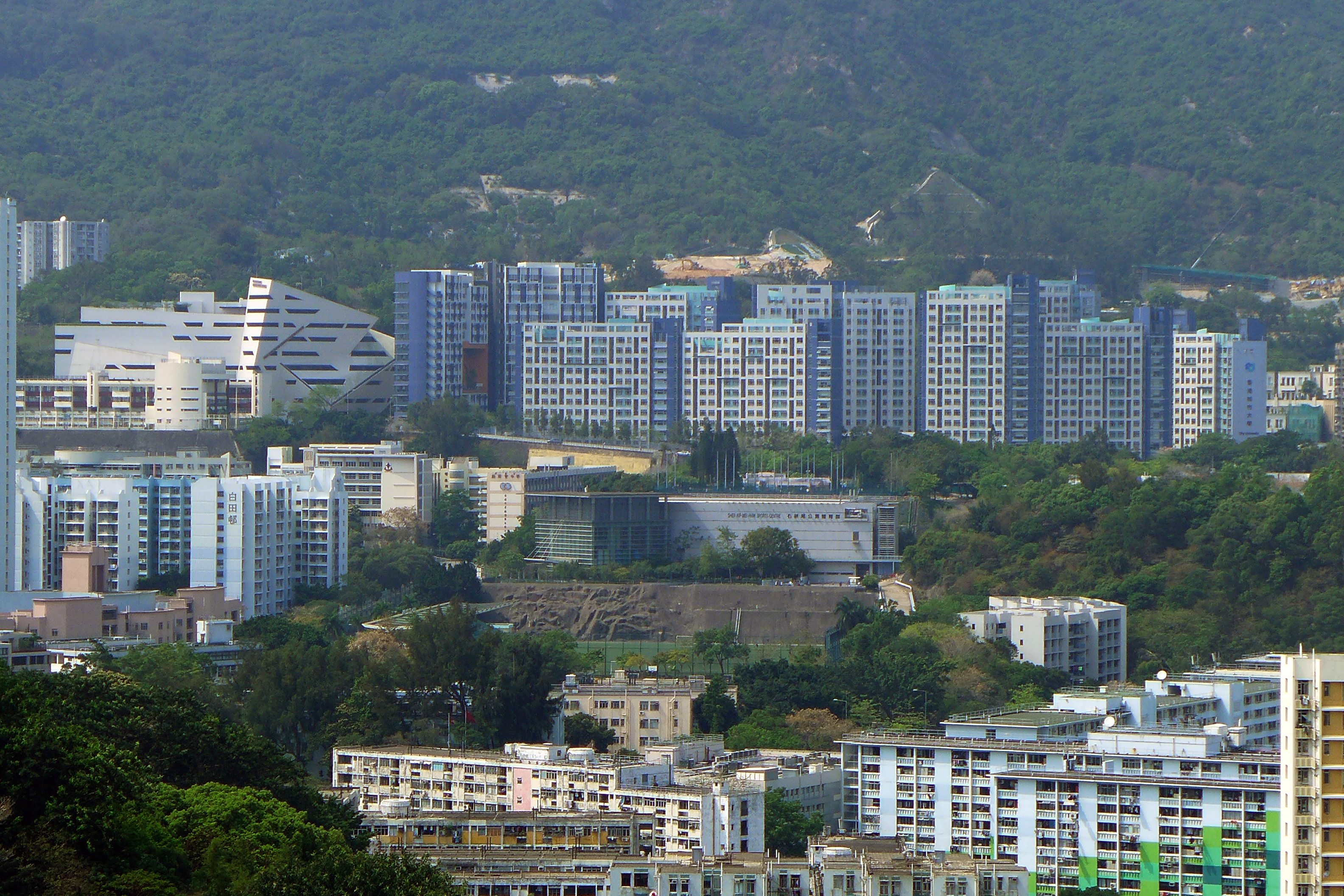
Vista aerea delle residenze studentesche
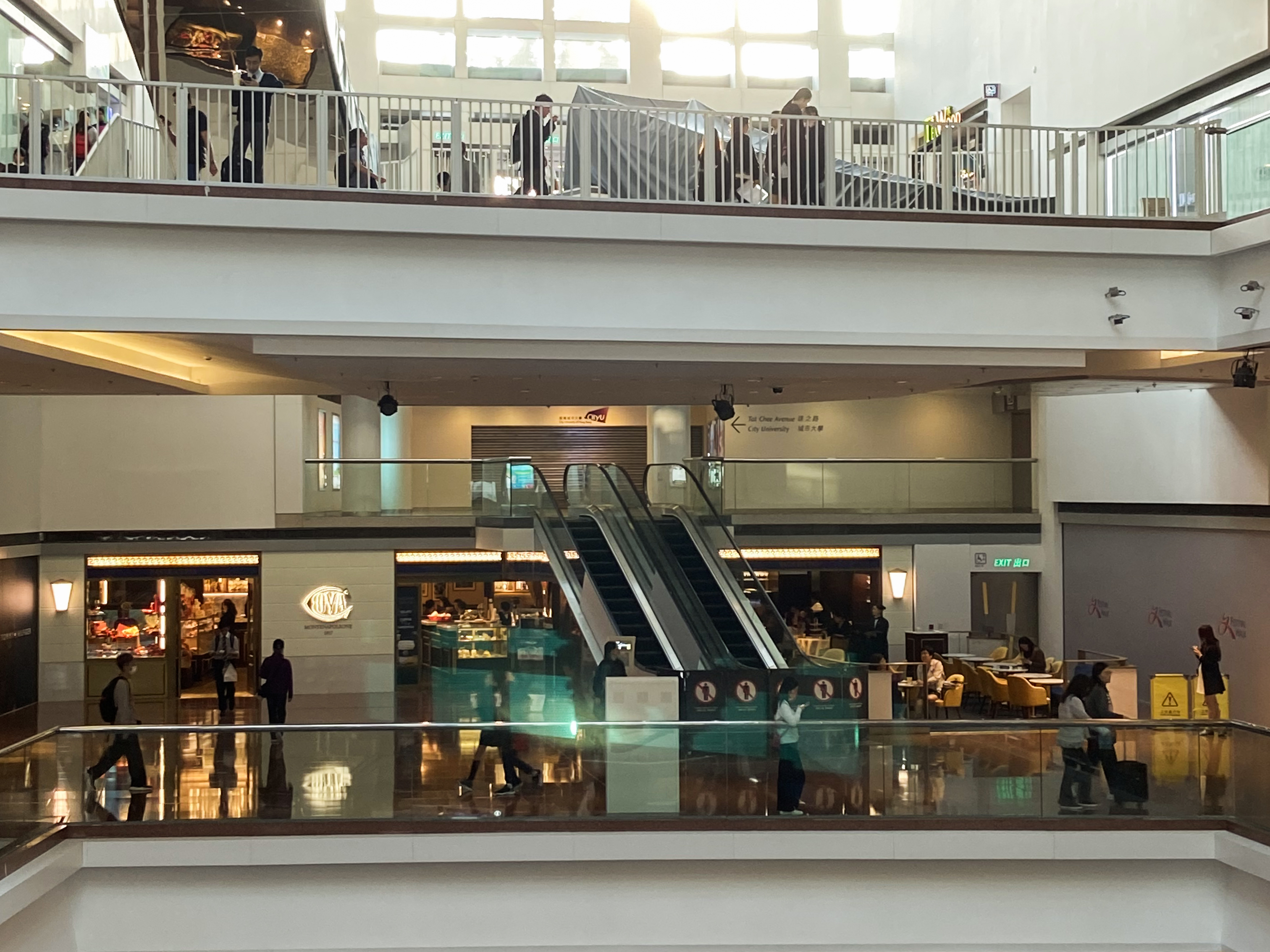
Interno del centro commerciale Festival Walk collegato a CityU
Stazione MTR di Kowloon Tong

## Controversie

### Chiusura del programma MFA
Nell'aprile 2015, CityU ha interrotto il suo corso di laurea magistrale in scrittura creativa. Studenti ed ex studenti hanno lanciato una petizione contro la decisione, mentre docenti e noti scrittori internazionali hanno emesso una lettera aperta mettendo in discussione le motivazioni alla base della chiusura. L'acclamata scrittrice canadese e membro della facoltà Madeleine Thien, scrivendo su The Guardian, è stata tra coloro che hanno attribuito la decisione alla censura e alla diminuzione della libertà di espressione a Hong Kong.

### Nuove misure di sicurezza del campus
Nel novembre 2019, CityU ha vietato a tutti gli studenti di entrare nel campus e nell'area dell'ostello studentesco poiché alcune delle strutture erano state danneggiate dai manifestanti durante l'assedio della Chinese University of Hong Kong. Il 30 novembre, CityU ha riaperto il campus ma il personale e gli studenti dovevano presentare le loro carte d'identità per poter entrare. A dicembre, erano stati posizionati pannelli di difesa intorno all'intero campus ed erano stati installati tornelli a tutti gli ingressi. CityU ha emesso un comunicato stampa, affermando che la stragrande maggioranza dei membri del Senato ha sostenuto le misure di sicurezza e l'installazione di un sistema di accesso elettronico, contro però l'opinione dei rappresentanti degli studenti.